# Discipline non linguistique
Pour les articles homonymes, voir DNL.
Cet article court présente un sujet plus développé dans : Section européenne ou de langues orientales.
Une discipline non linguistique (DNL) est une matière enseignée dans les lycées français aux élèves appartenant à une section européenne ou de langue orientale. Elle reprend l'enseignement d'une des matières du lycée, mais est enseignée dans la langue de la section. C'est une discipline enseignée dans une langue étrangère comme l'anglais en option dans les lycées français, en particulier en section européenne. 

## Typologie
La matière enseignée en DNL dépend de l’établissement. On retrouve généralement l'histoire-géographie, les sciences de la vie et de la Terre, les mathématiques, les sciences physiques ou encore la philosophie (où l'accent est mis sur la culture des pays de la langue enseignée[réf. nécessaire]).

### Langues régionales
Dans les parcours bilingue français - langue régionale du service public d'éducation, une ou plusieurs disciplines non linguistiques (histoire-géographie, mathématiques, sciences de la vie et de la Terre, sport, musique, arts plastiques, technologie, physique-chimie) peuvent être enseignées en langue régionale.
Il existe des parcours bilingues dans de nombreuses régions de France comme en Bretagne, au Pays Basque, en Corse, en Catalogne du Nord. L'élève doit débuter ce parcours à partir de la maternelle où durant son primaire il reçoit un enseignement interdisciplinaire en français et en langue régionale (en breton en Bretagne, en basque au Pays Basque).

## Histoire
À partir de la rentrée 2022, l'obtention d'un baccalauréat français international (anciennement OIB) impose aux candidats de suivre au moins une DNL durant leurs deux années de leur cycle terminal (classes de première et de terminale).

## Autre sens de l'expression
L'expression est aussi utilisée pour désigner l'enseignement en français d'une matière dans un lycée étranger.